# Martina Chyba
Martina Chyba est une journaliste et animatrice de télévision suisse née à Prague, le 11 juin 1965.
Elle est l'auteur de plusieurs romans.

## Biographie
Martina Chyba naît le 11 juin 1965 à Prague, alors en Tchécoslovaquie.
Elle arrive à Genève en 1968 à l'âge de 3 ans, ses parents ayant choisi l'exil à la suite des évènements du Printemps de Prague. Elle est, selon ses propres déclarations, naturalisée suisse en 1982.
Ses parents tenant le restaurant du tennis-club Lancy Fraisiers[réf. souhaitée], elle apprend le tennis, progressant jusqu'au niveau N2 (30 meilleurs suisses)[réf. souhaitée].
Elle poursuit des études de lettres à l’Université de Genève, où elle obtient une licence en juillet 1989. Son mémoire est une étude sur Les Faux-monnayeurs d’André Gide[réf. souhaitée]. Elle écrit quelques piges pour la Tribune de Genève pendant ses études.
Elle entre à la Télévision suisse romande en septembre 1989 comme journaliste, passant notamment par les émissions Table Ouverte, Tell Quel et Temps Présent.
Elle présente l'émission À Bon Entendeur de 1993 à 1996, puis Mise au point, Scènes de ménage d'octobre 2004 à fin 2009 et enfin C'est la jungle! en 2012.
Elle est divorcée du réalisateur Julian Nicole-Kay et mère de deux enfants.

## Publications
- 2 femmes, 2 hommes, 4 névroses, Éditions Favre, 2006[9]
- Beauty Foule, Éditions Favre, 2008[10],[11]
- Helvetic park : une (pré)histoire de couple, Éditions Favre, 2010[12]
- Vie en rose et chocolat noir, Éditions Favre, 2014 [13]
- Impolitiquement correct : Chroniques coups de griffe, Éditions Favre, 2016 (compilation de chroniques publiées dans Migros Magazine)[14]
- Rendez-vous, Éditions Favre, 2022[15],[16]